# Enantia albania
Enantia albania es una especie de mariposa, de la familia de las piérides, que fue descrita originalmente con el nombre de Leptalis albania, por Henry Walter Bates, en 1864, a partir de ejemplares procedentes de Guatemala.

## Distribución
Enantia albania está distribuida entre las regiones Neotropical y Neártica y ha sido reportada en 8 países.